# Knud Langkow
Knud Langkow (1931-2004) stod bag den fiktive satankult på Anholt og satanmønterne.
I 1973 opstillede Knud Langkow på Anholt genstande, der lignede noget fra okkulte ritualer. I årtier efter holdt han historien i live på forskellige måder, bl.a. ved at skrive anonyme breve til kendte, og ved at få slået og efterlade satanmønter på kirker og museer rundt omkring i Danmark.

## Satankulten på Anholt
17. maj 1973 fandt man i Ørkenen på Anholt en række steder hvor der var placeret genstande normalt forbundet med sataniske ritualer, blandt andet sorte stearinlys, messingklokker, knoglerester og lignende. Episoden blev bredt beskrevet i danske og udenlandske medier. Årsagen til genstandenes placering blev ikke opklaret.
Professor Bente Gullveig Alver registrerede genstandene, politiet i Grenaa fandt i Ørkenen, deriblandt et indisk metalskrin, fundet allerede i 1972. Over havde der stået en nidstang, en tynd metalstreng med en dødningeskalle på. I det lille skrin lå en dødningedukke på et leje af blanke sten. Dukken var fint klædt i små uldbukser og en kofte, og på det lille plastichoved var der limet hårstrå, der illuderede skæg og hår. Da Alver drejede dukken, blev hun opmærksom på dens små foldede hænder. Det var ingen dukke, det var en rotte, lagt i kiste og klædt som et menneske. Alver skrev, at oplevelsen gav hende en "sansning af ondskab, der levede i mig længe".

### Anonyme breve
I årene efter blev episoden nævnt i en række anynome breve afsendt til forskellige, ofte kendte personer, underskrevet "Ypperstepræstinde i Satankulten på Anholt", Alice Mandragora. Brevene indeholdt kryptiske tekster med sataniske temaer, der ofte refererede til 13. maj 1973 på Anholt. Et brev kunne f.eks. være sendt til præster der blev inviteret til ligvendingsfester på Anholt af ypperstepræstinden, mens andre blev inviteret til orgie på Anholt.

## Satanmønterne
Knud Langkow fremstillede professionelt udseende satanmønter, der refererede til 13. maj 1973 Anholt, og placerede et stort antal af dem i kirker og museer, hvor de løbende blev fundet. Omkring 300 mønter med sataniske tegn er fundet rundt om i Danmark. De fleste er fundet i det østlige Danmark, men man har også fundet satanmønter i f.eks. Holstebro. Satanmønterne er også fundet i England. I Norge blev der fundet en satanmønt i Urnes stavkirke og i stavkirken i Vik.
De er formentlig også spredt af møntspecialisten Jørgen Sømod, der opdagede fænomenet og fandt interesse for det. Han opdagede, at mønterne var fremstillet på fabrikken Meca, og fik fremstillet satanmønter til sig selv, som han uafhængigt spredte på samme måde som Knud Langkow, ved at efterlade dem på steder, hvor de senere ville blive fundet.

## Knud Langkow i medierne
Knud Langkow har været genstand for bl.a. en artikelserie i Politiken og en dokumentar fra DR, Den danske satankult af Janus Køster-Rasmussen.
I 2013 kom der en dokumentarfilm om Satankulten på Anholt instrueret af Jonas Bech og Kristian Ussing.